# Кастрільйон
Кастрільйон (ісп. Castrillón) — муніципалітет в Іспанії, у складі автономної спільноти Астурія. Населення — 22 894 осіб (2009).
Муніципалітет розташований на відстані близько 400 км на північний захід від Мадрида, 23 км на північний захід від Ов'єдо.
Муніципалітет складається з таких паррокій: Байяс, Ласпра, Навесес, Пільярно, Кілоньйо, Салінас, Санта-Марія-дель-Мар, Сантьяго-дель-Монте.

## Демографія
Динаміка населення (INE ):

## Галерея зображень

Розташування муніципалітету
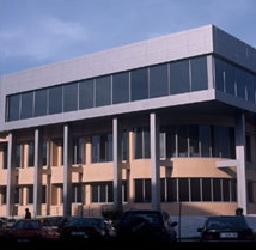
Муніципальна рада (П'єдрас-Бланкас)